# George Davison (Fotograf)

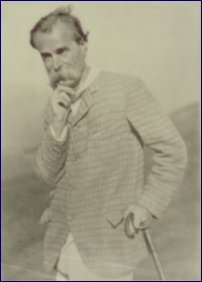
Selbstporträt von George Davison (1918)

George Davison (* 19. September 1854, nach anderen Angaben 1855, in Lowestoft, Ortsteil Kirkley; † 26. Dezember 1930 in Antibes) war ein englischer Fotograf des Piktorialismus, Gründungsmitglied der Brotherhood of the Linked Ring, Manager und Philanthrop.

## Leben
George Davison wurde als viertes Kind der Eheleute William Davison (1816–1889), eines Schiffszimmermanns, und Eliza Miller (1825–circa 1900) geboren. Nach dem Besuch einer Elementary School und einer kirchlichen Secondary School erreichte er den Abschluss für den Civil Service in der Second-Division.
1874 erhielt er eine Stellung am Exchequer and Audit Office im Somerset House in London und nahm Wohnung im Norden Londons. Am 2. Juni 1883 heiratete er in der Finsbury Chapel am Finsbury Circus Susannah Louisa Potter (vermutlich * 1858). Aus der Ehe ging 1884 ein Sohn und 1889 eine Tochter hervor.

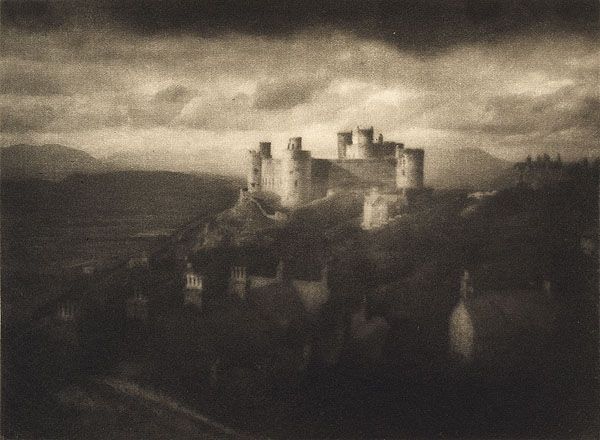
Harlech Castle (1909)

1889 vermittelte George Eastman ihm die Position eines Direktors der britischen Filiale der Emerson Photographic Materials Company. 1897 wurde Davison sodann Assistant Manager bei der Firma Kodak, dem ein rascher Aufstieg zum Deputy Management Director und schließlich 1900 zum Managing Director folgte.
1912 kam es aufgrund von Kontakten Davisons zu anarchistischen Kreisen und seinem Engagement in sozialen Fragen zur Aufforderung Eastmans, seine Firma zu verlassen, der Davison nachkam. Aufgrund des Erwerbs von Anteilen an der Firma Kodak (Davison war zweitgrößter Anteilseigner an Kodak) und erheblichen Wertzuwächsen derselben war Davison fortan nicht mehr darauf angewiesen, zur Finanzierung des Lebensunterhaltes zu arbeiten. Davison entwickelte sich zu einem bedeutenden Förderer künstlerischer und anarchistisch-sozialistischer Projekte.
1913 trennte er sich von seiner ersten Frau Susannah Louisa, die er mit der Überschreibung seines Hauses in Shiplake in der Nähe von Henley-on-Thames und reichlichen Unterhaltszahlungen versorgte. Er verzog mit seiner Haushälterin und späteren zweiten Ehefrau Florence Annie Austin-Jones (* 1897 (fraglich); † 1955) nach Harlech. Aus seiner zweiten Ehe ging eine Tochter hervor. Aus gesundheitlichen Gründen verlegte er seinen Wohnsitz letztlich aber nach Antibes an der Côte d’Azur, wo er am 26. Dezember 1930 verstarb.

## Fotografisches Engagement und Werk

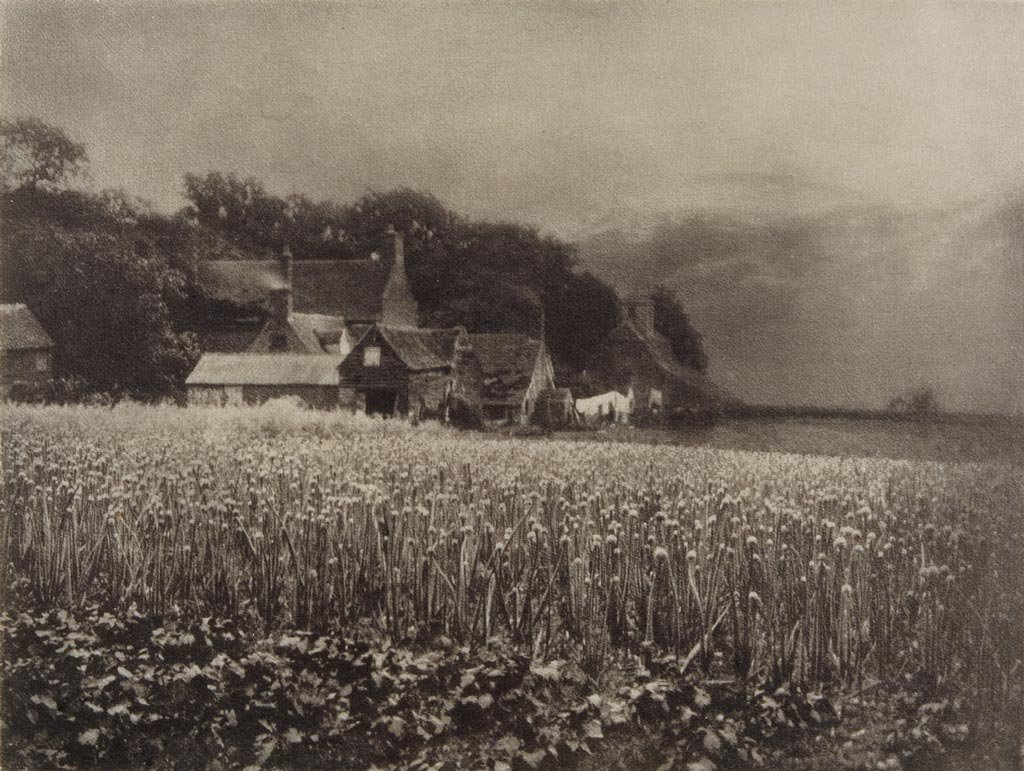
The Onion Field, ursprünglicher Titel: „An Old Farmstead“, Lochkameraaufnahme (1888, nach anderen Angaben 1890)

George Davison begann etwa 1885 zu fotografieren und wurde bald auch Mitglied des Camera Club in London. Differenzen im Club über die künstlerische Ausrichtung der Fotografie führten zur Gründung des Linked Ring, zu dessen Gründungsmitgliedern er gehörte.
Im Gegensatz zu Henry Peach Robinson, einem weiteren Gründungsmitglied des Linked Ring, lehnte Davison die Kombination mehrerer Negative zu einem Positiv und die Verwendung von Modellen in kulissenhafter Umgebung zur Erzielung einer künstlerischen Bildaussage ab. Ebenso stand er der Auffassung, dass die scharfe Abbildung eines Objektes ein wertvolles Charakteristikum der fotografischen Verfahren sei, ablehnend gegenüber. Zwischen einer naturalistischen und einer impressionistischen Sichtweise sah Davison keinen Gegensatz. Er war der Ansicht, dass ein Foto umso mehr ein Angriff auf das ästhetische Empfinden sei, als es nur die Realität wiedergebe. Um das menschliche Sehen, dass nur einzelne Gegenstände im Blickfeld in voller Schärfe, die übrigen hingegen nur eher diffus wahrnehme, mit fotografischen Mitteln zu erreichen, begann er 1888, zu einer Zeit also, in der mit dem Anastigmaten ein erheblicher Fortschritt in der Abbildungsgüte der Objektive erzielt wurde, Bilder mit einer Lochkamera aufzunehmen.
Das bekannteste Bild George Davisons dürfte die Fotografie An Old Farmstead (später The Onion Field genannt) sein. Dieses erstmals im Herbst 1890 der Öffentlichkeit auf der Jahresausstellung der Photographic Society vorgestellte Bild gilt als die erste impressionistische Fotografie. Es erhielt nicht nur eine Medaille der Ausstellungsorganisatoren, sondern wurde auch in der The Times mit den Worten gefeiert, es sei vielleicht die schönste Landschaftaufnahme, die je mit fotografischen Mitteln gefertigt worden sei (Zitat aus der Bildbesprechung: „Perhaps no more beautiful landscape has ever been produced by photographic methods than Mr. Davison’s Old Farmstead“).
George Davison war auch als Autor zu fotografischen Themen tätig, z. B. mit einem Artikel des Titels „The Limits and Possibilities of Art Photography“ in einer Ausgabe des Photographic Quarterly von 1890.